# Langenenslingen
Langenenslingen es un municipio situado en el distrito de Biberach, en el estado federado de Baden-Wurtemberg (Alemania). Tiene una población estimada, a fines de 2023, de 3631 habitantes.
Está ubicado al este del estado, en la región de Tubinga, sobre la sierra Jura de Suabia, cerca de la orilla izquierda del río Danubio.